# Luiza & Maurílio
Luíza & Maurílio foi uma dupla brasileira de música sertaneja, formada na cidade de Imperatriz em 2016 pelos cantores Luiza Martins (vocal) e Maurílio Delmont (vocal e violão). Os músicos lançaram o primeiro álbum em 2017. Ganharam notoriedade em 2019, a partir do álbum Segunda Dose e singles como "Licença Aí", "S de Saudade" e "Pode Sumir". O trabalho final da dupla foi Ensaio Acústico 2, de 2020.
A dupla chegou ao fim em 2021, com a morte de Maurílio aos 28 anos. Nos anos seguintes, lançamentos póstumos da dupla em parceria com outros artistas foram liberados. Luiza, por sua vez, se lançou como artista solo.

## História

### 2016–17: Formação
Ao passar férias em Imperatriz, Maranhão, em 2016, Luíza conhece Maurílio Delmont Ribeiro, que seria seu futuro parceiro. Cantaram juntos pela primeira vez quando Luíza chamou Maurílio para subir no palco em uma festa de uma amiga durante um karaokê. Um vídeo dos dois cantando uma música de Marília Mendonça viralizou regionalmente e, assim, os músicos receberam os primeiros convites de shows.
Em 2017, lançam Ao Vivo, o primeiro disco da dupla, gravado no recanto de Cabriny, em Trindade, Goiás. No início do ano seguinte, lançam Ao Vivo em Imperatriz, com 21 faixas, sendo 9 inéditas.

### 2018–21: Popularidade e auge comercial
Em 2018, é lançado o disco Segunda Dose, com produção musical de Ivan Miyazato. O projeto teve participações de Alcione em "Vai Desapegando", Marília Mendonça em "Furando o Sinal", Jorge em "Nega" e Gabriel Diniz em "Beijinho de Brincadeira". "Licença Aí", a faixa de trabalho do álbum, fez referência à Marília Mendonça e tinha sido o maior sucesso da dupla até então.
Em 2019, ganharam mais popularidade pelo hit "S de Saudade", lançada em 2019 com a dupla Zé Neto & Cristiano, que rendeu três discos de diamante. Em diversos momentos, ocupou o top 20 do Spotify e, no YouTube, contava com mais de 138 milhões de visualizações em maio de 2020. O Big Brother Brasil 20 também aumentou a popularidade da música.
Em 28 de maio de 2021, a dupla, em parceria com o cantor Dilsinho, lançou a canção "Para Em Mim De Novo".
Em julho do mesmo ano, a dupla faz parceria com o cantor Jerry Smith e os três lançam "Só Uma Moralzinha", com a participação especial do ex-BBB Ivy Moraes, que estrelou no clipe da canção.
Em 6 de novembro de 2021, Luíza e Maurílio e diversos cantores, como Luísa Sonza, Maiara (da dupla Maiara & Maraísa) e Henrique & Juliano participaram do velório da cantora Marília Mendonça, morta em um acidente aéreo no dia 5 do mesmo mês.

### 2021–presente: Fim da dupla e pós-carreira
Em 15 de dezembro de 2021, Maurílio foi internado após passar mal durante a participação da dupla no projeto Não é o Fim do Mundo, de Zé Felipe & Miguel. Ao ser hospitalizado, seu quadro evoluiu para choque séptico em 28 de dezembro de 2021, sendo reforçados os medicamentos e cuidados para o suporte à vida. Um dia depois, Maurílio morreu em Goiânia de tromboembolia pulmonar, que evoluiu para falência múltipla de órgãos.
Ao longo de 2022 e de 2023, foram lançadas gravações de Luíza & Maurílio como participações de vários artistas do cenário sertanejo gravadas antes da morte de Maurílio, incluindo sua última gravação em vida, "Tô Solteiro". Além disso, também saíram "Voltadinha" (Mariana Fagundes) e "Pedacim de Estresse" (Rudã & Raphael).
Com a morte de Maurílio e o processo de luto, Luiza passou parte de 2022 sem atividades como cantora, até anunciar o início de sua carreira solo no segundo semestre do ano. Na ocasião, ela gravou em Brasília o álbum Continua (2023). Ela argumentou que a escolha da cidade se deu como sequência de outro projeto que a dupla faria na capital federal. A faixa-título, "Continua", conta com vocais inéditos de Maurílio. Luiza Martins também chegou a regravar canções de sua fase com Maurílio, como "S de Saudade" e "Parabéns por Me Perder".
Também em 2022, Luiza representou a dupla em uma ação declaratória de rescisão contratual contra o escritório Workshow, que trabalhava com Luíza & Maurílio, com pedido de tutela inibitória específica, com desfecho favorável para Luiza e para a família de Maurílio.

## Integrantes
- Luiza Martins – vocal (2016–2021)
- Maurílio Delmont – vocal, violão (2016–2021)

## Discografia
- Ao Vivo (2017)
- Ao Vivo em Imperatriz (2018)
- Segunda Dose (2019)
- Ensaio Acústico 2 (2020)